# Wulff Sailer

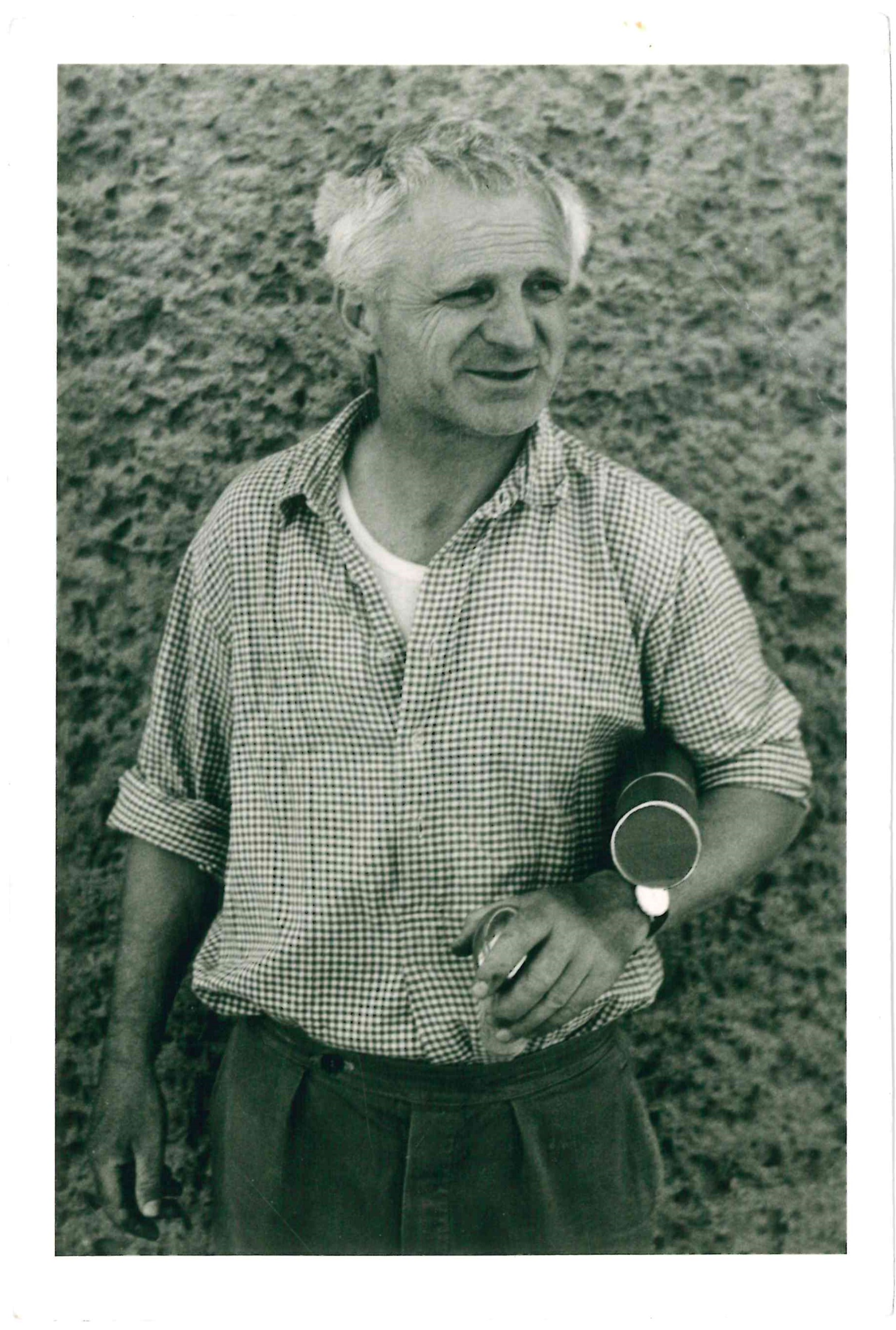
Wulff Sailer (80er Jahre)

Wulff Sailer (* 10. Oktober 1936 in Jena; † 1. Oktober 2024 in Berlin) war ein deutscher Maler und Hochschullehrer.

## Leben und Werk
Der Vater Sailers war Zeichenlehrer. Er starb als Soldat der Wehrmacht kurz vor dem Ende des Zweiten Weltkrieges. Sailers jüngster Bruder ist der Schriftsteller Till Sailer.
Nach dem Abitur studierte Sailer ab 1955 bei Herbert Wegehaupt am Institut für Kunsterziehung Greifswald. „Wegehaupt eröffnete mir die Welt der bildenden Kunst, und ich fühlte mich da unglaublich zu Hause.“
Nach dem Tod Wegehaupts brach Sailer 1959 mit seinem Freund Joachim John sein Studium ab. Sie wollten damit der üblichen Verpflichtung entgehen, nach dem Studium als Lehrer an einer Schule zu arbeiten, weil sie freie Künstler auf Usedom sein wollten. Sie hatten dort Kontakt zu Otto Niemeyer-Holstein, der ihnen Anregungen für ihre künstlerische Tätigkeit gab. Er vermittelte ihnen auch eine halbverfallene Fischräucherei in der Peenestraße in Zempin, die sie sich ab 1960 zur Wohnung und zum Atelier ausbauten. Bis zum Bau der Mauer unternahm Sailer mit Hilfe bayerischer Verwandter Reisen nach Westen und Süden, u. a. mit dem Fahrrad bis Neapel.

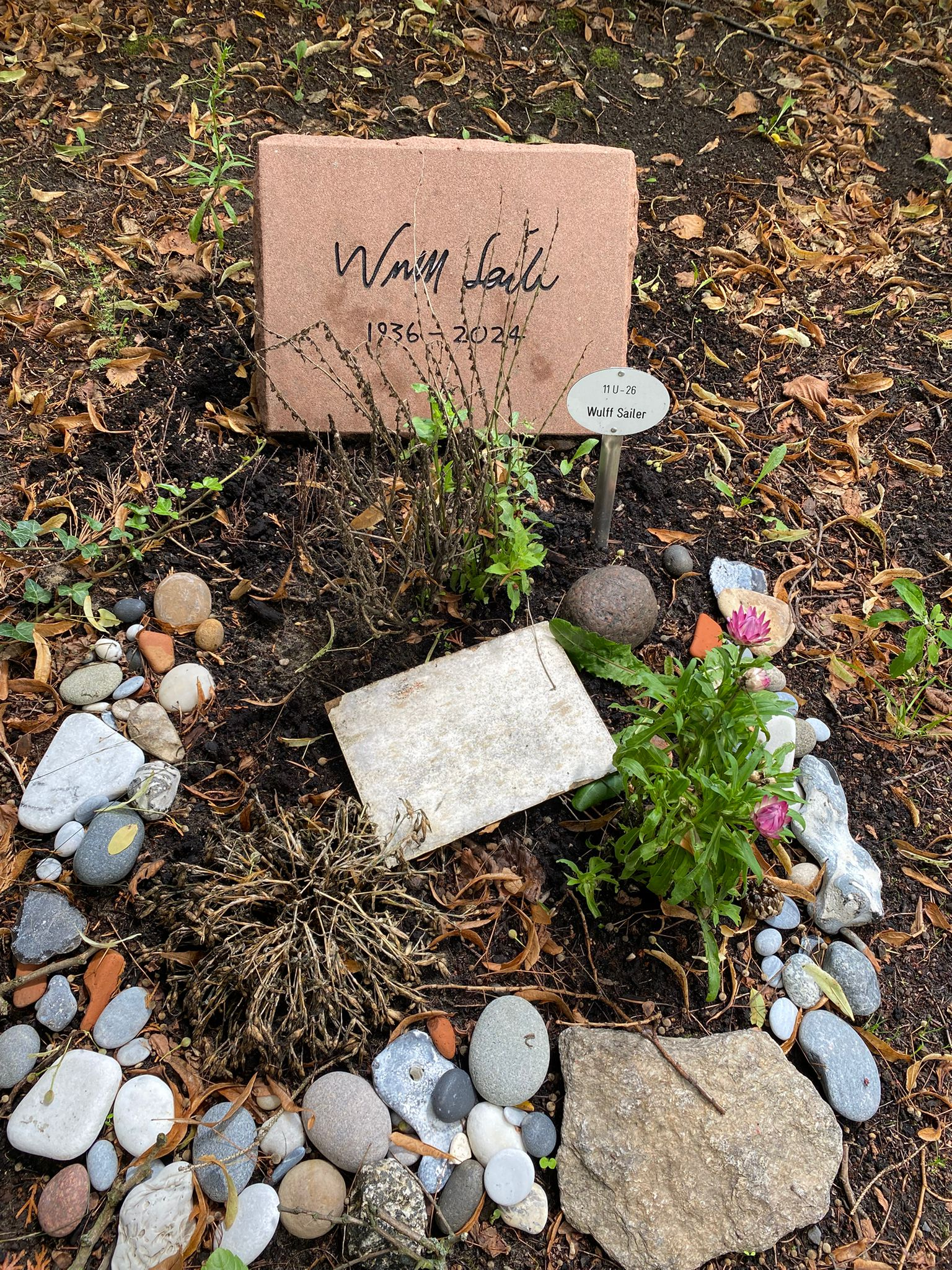
Grabstätte auf dem Friedhof Pankow III

1963 zog Sailer wieder nach Greifswald. 1964 studierte er graphische Techniken bei Herbert Tucholski in den zentralen Werkstätten, Berlin. Von 1965 bis 1969 war er Lehrbeauftragter am Greifswalder Institut für Kunsterziehung und von 1969 bis 1971 Meisterschüler bei Karl-Erich Müller und Hans-Theo Richter an der Akademie der Künste der DDR in Berlin. Wenn es dort „in Debatten mit Künstlern wie Fritz Cremer oder Gabriele Mucchi ins Politische ging, wich er lieber aus, weil er die DDR, mit ihrer Ideologie und Provinzialität kritisch sah. Was ihn interessierte, war die Kunst — einschließlich dessen, was sich im Westen tat“. Von 1972 bis 1976 leitete Sailer den Fachbereich Grundlagenstudium der Fachschule für Werbung und Gestaltung Berlin-Schöneweide (HTW). Bis 1981 war er Gastdozent an der Kunsthochschule Berlin-Weißensee und bis 1985 an der HTW. Ab 1984 leitete er auch das Atelier Volkskunst am Kreiskulturhaus Prater in Berlin-Pankow.
Er war bis 1990 Mitglied des Verbands Bildender Künstler der DDR.
Nach 1991 war Sailer Gastprofessor an der Gesamthochschule Kassel und Professor an der Berliner Fachhochschule für Technik und Wirtschaft. Ab 2002 arbeitete Sailer freiberuflich als Maler und Grafiker in Berlin. Bis 2023 war er Dozent für Malerei und Gestaltung an der privaten Kunstschule Berlin von Andrei Krioukov und Dozent für Figürliches Zeichnen an der Volkshochschule Mitte.
Wulff Sailer ruht auf dem Friedhof Pankow III.

## Malerei
Neben seiner Lehrtätigkeit betätigte Sailer sich immer auch künstlerisch als Maler und Grafiker. In der DDR hatte er eine bedeutende Anzahl von Personalausstellungen und Ausstellungsbeteiligungen, u. a. 1967/68 an der VI. Deutschen Kunstausstellung in Dresden.
1966 stellte Wulff Sailer mit seinen ehemaligen Kommilitonen aus Greifswald Oskar Manigk und Matthias Wegehaupt im Leonardi-Museum in Dresden Zeichnungen aus: „Sailer zeichnete mit schnellem unruhigen Strich, wobei die oft verwendete Kohle seiner Arbeitsmethode sehr entgegen kam. In Ganzkörperstudien gab er Figuren in ungewohnten Haltungen wieder, wie die Beispiele ‚Mädchen am Flügel‘ oder ‚Schlafende‘ verdeutlichten.“
In den ersten Jahren seines Schaffens hatte sich Sailer vornehmlich mit Druckmedien, Kohle, Tusche und Ölmalerei auseinandergesetzt. Es entstanden neben Auftragsarbeiten, Portrait- und Aktzeichnungen auch Landschaftsmalereien. Ab den 70er Jahren galt seine Hauptaufmerksamkeit der Landschaftsmalerei, die nun nicht mehr nur in Öl, sondern auch als Aquarelle entstanden. Der eigene Stil und damit die Loslösung von seinen zwei großen Lehrern Wegehaupt und Niemeyer war spätestens jetzt vollzogen. Die Landschaftsmalerei diente dem DDR-Maler Wulff Sailer vornehmlich als politische Abkehr vom sozialistischen Staat. Die menschenleere Landschaft im Schein ihrer Harmlosigkeit wurde zum Symbol der Abwesenheit des Arbeiterstaates – einem romantischen Eskapismus in die unberührte Natur. Der Begriff der Natur wurde von Sailer dabei weit gefasst: scheinbar leerstehende Gebäude in Brandenburg, mecklenburger Häfen, aber auch italienische Dörfer zählten dazu.
Sailer fühlte sich zeitlebens zu mehreren Richtungen hingezogen: Die Freiheit und Weite der Ostsee faszinierte ihn mindestens genauso wie der bergige, warme Süden. Auch die Hauptstadt Berlin löste einen unverkennbaren Sog auf ihn aus: Hier ging es wild und rebellisch zu. Innerhalb der DDR-Malerei kann Sailer deshalb nicht nur zu den „Inselmalern“, sondern auch zur „Berliner Schule“ gerechnet werden. Diese Bezeichnung für DDR-Maler, die sich durch „den Ideologien abgewandte kultivierte Malkultur“ auszeichnete und ihre Orientierung in „Paul Cézannes Kunst“ fand, hatte unter anderem der Kunstkritiker Lothar Lang geprägt. Zur „Berliner Schule“ gehören neben Sailer etwa Harald Metzkes, Manfred Böttcher, Wolfgang Leber, Lothar Böhme und Dieter Goltzsche, aber auch Frauen wie Christa Böhme, Brigitte Handschick und Brigitte Fugmann. Die meisten von ihnen zählten zum engeren Freundeskreis Sailers.
Nach dem Fall der Berliner Mauer konnte Wulff Sailer seiner Leidenschaft des Reisens noch intensiver nachgehen. Es zog ihn besonders in die italienische Toskana aber auch in die Tessiner Alpen. Die meisten seiner Arbeiten entstanden während dieser Reisen. Die jährlichen Mal-Reisen mit seinen Studenten der VHS Mitte nach Caviano am Lago Maggiore gehörten für ihn zu den Höhepunkten des Jahres.

## Personalausstellungen (unvollständig)
- 1966: Berlin, Kunstkabinett am Institut für Lehrerweiterbildung
- 1983: Neubrandenburg, Galerie am Friedländer Tor (Aquarelle, Zeichnungen)
- 1989: Saßnitz, Kleine Galerie („Mukran und Rügenlandschaft. Druckgraphik“. Mit Martin Colden, Dieter Goltzsche, Olaf Nehmzow, Thomas Richter, Margot Sperling und Hans Vent)
- 2012/2013: Koserow, Atelier Otto Niemeyer-Holstein („Erdteil Lüttenort“. Mit Joachim John, Otto Niemeyer-Holstein und Franka Keil)